# 香港動作電影
香港動作電影是香港電影中最廣為世界各地所認識的電影種類。這揉合了荷里活式動作電影的電影風格，以及中国傳統武侠文化特色。這種中西合璧的跨文化特色，現在反而成為了不少歐美電影的參考對象。
早期的香港動作電影主要為武俠片，強調傳奇及劍術等元素，但此潮流在1930年代受政治影響而退卻，並由更現實化的拳腳功夫為主導，通常由著名的民族英雄黃飛鴻為主角。戰後文化帶來第二浪的武俠片熱潮，並有更多的暴力鏡頭，其後由邵氏出品的功夫電影則成為主流。1970年代則見證了國際巨星——李小龍的誕生及突然逝世。1980年代則由成龍為主導，並把惹笑、危險特技及現代城市背景加入動作電影中。而李連杰的真功夫則吸引東西方的觀眾。導演的創新，如徐克及吳宇森，為香港動作電影帶來更多變化，如槍戰、黑社會及超自然等。但部份主要人物在1990年代前往荷里活發展，卻令香港動作電影漸變失色。

## 早期武術電影
華語社會對動作電影的主要貢獻可算是武術電影，最著名的武術電影皆由香港生產。此片種由中文流行文學，如武俠小說，在20世紀初開始演變出來。武俠小說通常首先在報紙上連載，故事一般包括英雄、劍客，甚至巫術及神話等元素。此片種很快便成為早期的華語電影潮流，尤其在當年的電影製作中心上海。1920年代起，通常改編自小說的武術電影，如1928年的《火燒紅蓮寺》及其續集，甚受觀眾歡迎，令武術片種雄霸華語電影界達數年之久。
武術電影的繁榮期至1930年代結束，由於當時的國民政府基於文化及政治上的考慮而反對，指此類電影鼓吹迷信及暴力。武術電影其後被香港片商看中，當時的香港是英國殖民地，在經濟及文化方面皆享有高度自由，而電影業則正在發展中，首部以香港常用的粵語為對白的武術電影是1938年的The Adorned Pavilion。

## 外部連結
- 俠客類講義